# Mungo Park (upptäcktsresande)
Mungo Park, född den 11 september 1771 i Selkirkshire, död 1806 i Bussa (nuvarande Nigeria), var en skotsk upptäcktsresande på den afrikanska kontinenten.

## Biografi
Park föddes i grevskapet Selkirkshire i Foulshiels på en gård hans far hyrde av hertigen av Buccleuch. Han var sjunde barnet av tretton, fick en bra utbildning och antogs som lärling hos kirurgen Thomas Anderson i Selkirk, varefter han gick vidare till University of Edinburgh där han studerade 1789–1791 och avlade en examen i kirurgi. Hans svåger James Dickson, som var botaniker, introducerade honom för sir Joseph Banks, dåvarande direktör för Royal Society, och Park fick därigenom en tjänst som biträdande kirurg ombord på Indien-skeppet "Worcester". I denna roll reste han 1792 till Benkulen på Sumatra, och när han återvände 1793 medförde han beskrivningar av åtta nya fiskar från Sumatras vatten till Linnean Society.

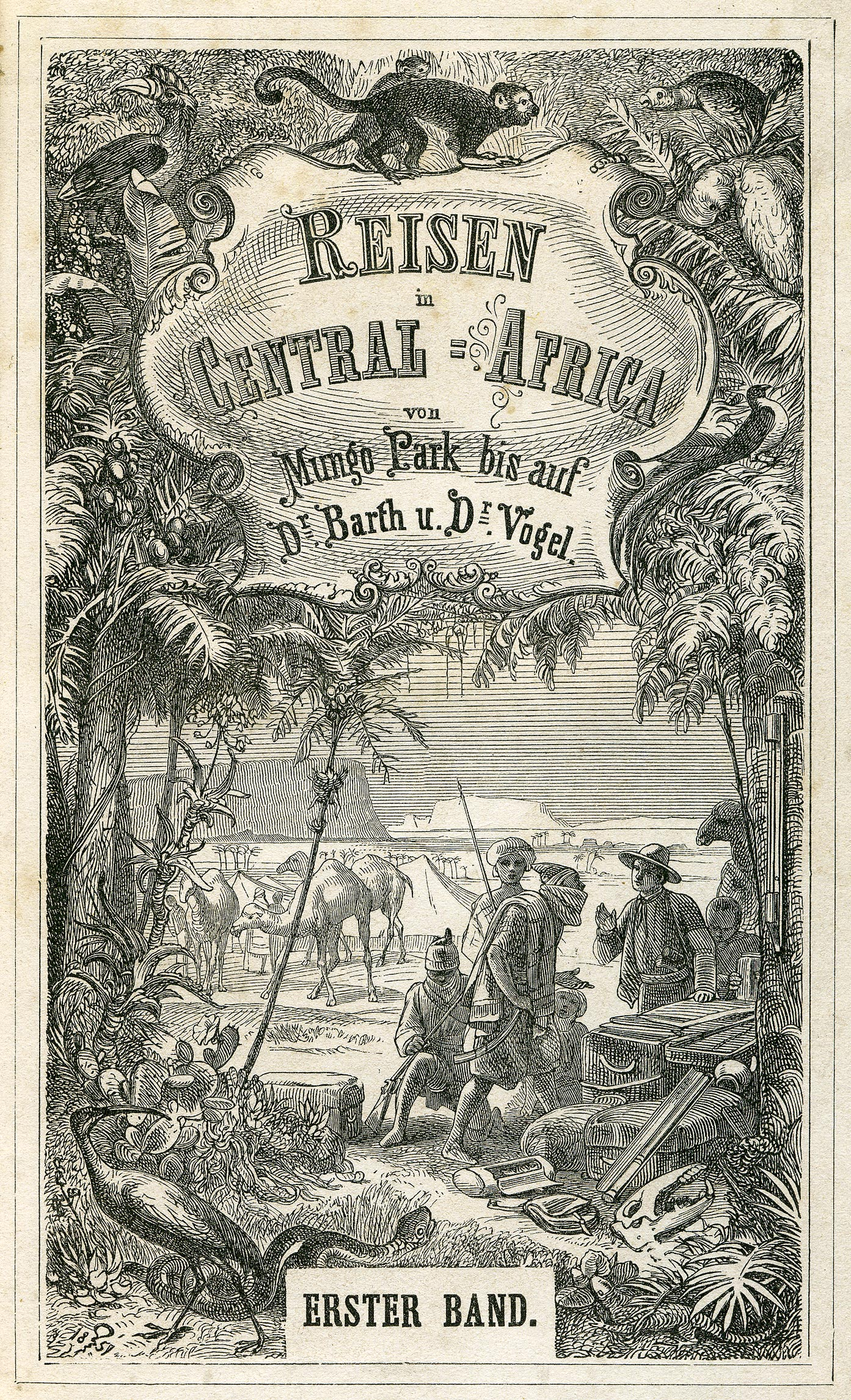
Illustration ur Reisen in Central-Afrika - von Mungo Park bis auf Dr. Barth u. Dr. Vogel (1859).

År 1794 erbjöd Park sina tjänster till African Association, som vid den tiden letade efter en efterträdare till major Daniel Houghton, som skickats ut 1790 för att följa Nigerflodens lopp men dött i Sahara. Med stöd av sir Joseph Banks valdes Park, den 21 juni 1795 nådde han floden Gambia och följde floden uppströms dryga 300 kilometer till en brittisk handelsstation som hette Pisania. Den 2 december fortsatte han inåt landet tillsammans med två lokala guider. Han valde en rutt som korsade den övre delen av Senegalbäckenet och genom Kaartas halvöken. Resan var full av svårigheter, och i Ludamar tillfångatogs han i fyra månader av en morisk hövding. Han rymde dock den 1 juli 1796, ensam och utrustad med endast en fickkompass och sin häst, och den 21 samma månad nådde han Nigerfloden vid Ségou som förste europé. Han följde floden cirka 120 kilometer nedströms till Silla, där han tvangs vända tillbaka på grund av brist på förnödenheter.
Under returresan, som inleddes den 30 juli, tog han en rutt som förde honom längre söderut än ursprungsrutten och färdades nära floden Niger ända till Bamako, en sträcka på nära 500 kilometer. Vid Kamalia blev han sjuk men räddades till livet av en man i vars hus han kom att bo i sju månader. Till slut nådde han Pisania igen den 10 juni 1797, och återvände till Skottland via USA den 22 december. Man hade trott att han var död, men hans återkomst och nyheterna om utforskandet av Nigerfloden ledde till stor folklig entusiasm. En sammanfattning av hans resa skapades av Bryan Edwards för African Associations räkning, och hans egen detaljerade berättelse publicerades 1799 (Travels in the Interior of Africa). Den blev mycket populär och har fortfarande en plats bland de erkända klassikerna i genren.
År 1805 tog Park ledningen av en stort tilltagen expedition till Niger. Genom de eländigaste bergstrakter nådde han under utomordentliga svårigheter denna flod vid Bamako, varifrån han följde den vidare utför, fullt besluten att söka nå utloppet. Från Sansandig skickade han dagböcker och brev. Han hade då efter hand förlorat nästan alla sina europeiska följeslagare, men fortsatte det oaktat, i båt, färden utför floden, snart utsatt för fientligheter. Sitt mål, Nigers mynning, uppnådde han aldrig; redan 1806 ingick underrättelse om, att han under ett överfall från ortsbefolkningen drunknat i närheten av Bussa. Hans hemkomna meddelanden från denna senare färd utgavs 1815 under titeln Journal of a Mission to the Interior of Africa in 1805.

## Ättlingar
Den australiensiska författaren Ruth Park (1917–2010), som emigrerade från Nya Zeeland, hävdar att hon är ättling till Mungo Park. Många håller dock för sannolikt att Mungo Parks sista ättling dog i Selkirk, Skottland, år 1999.

## Park i kulturen
Mungo Park är en av rollerna i T. Coraghessan Boyles historiska roman Water Music (1982).